# Yolanda Castaño
Pour les articles homonymes, voir Castano.
 (juin 2019).
Si vous disposez d'ouvrages ou d'articles de référence ou si vous connaissez des sites web de qualité traitant du thème abordé ici, merci de compléter l'article en donnant les références utiles à sa vérifiabilité et en les liant à la section « Notes et références ».
Yolanda Castaño Pereira (Saint-Jacques-de-Compostelle, 19 avril 1977) est une peintre, critique littéraire et poétesse espagnole d'expression galicienne.

## Parcours
Elle habite à La Corogne depuis 1990 où elle a étudié la philologie espagnole et communication audiovisuelle  à l'université de La Corogne.
Elle a traduit ses poèmes au castillan, et a été collaboratrice au Secrétariat Général de l'Asociación de escritores en lingua galega (Association des écrivains en langue galicienne, AELG), de Letras de Cal et divers publications comme Festa da palabra silenciada, Dorna, A xanela, Clave Orión, La Flama en el Espejo, Quimera, O Correo Galego, A nosa terra, Elipse, Enclave, El Mundo, etc.
Elle est la directrice de la publication Valdeleite avec Olga Novo et collabore avec le programme télévisé Cifras e Letras (version du jeu télévisé Des chiffres et des lettres de la Télévision Autonymique Galicienne.[Quoi ?]

## Œuvres
- Elevar as pálpebras. La Corogne: Espiral Maior, 1995.
- Delicia. La Corogne: Espiral Maior, 1998.
- Vivimos no ciclo das erofanías. La Corogne: Espiral Maior, 1998.
- Edónica. La Corogne: Espiral Maior, 2000.
- O libro da egoísta. Vigo: Galaxia S.A., 2003.
- Libro de la egoísta. Madrid: Visor, 2006.
- Profundidade de Campo. La Corogne: Espiral Maior, 2007
- Erofanía, Espiral Maior, 2009
- A segunda lingua, PEN Clube de Galicia, 2014

## Prix
- Prix Antonio García Hermida
- Prix Atlántida (1993)
- Prix Francisco Fernández del Riego
- III Prix Fermín Bouza Brey (1994)
- II Prix de Poésie John Carballeira (1997)
- Premio de la Crítica de poesía gallega (1998)
- Prix de Poésie Espiral Maior (2007)
- Prix national de poésie (2023)